# Kim Little (actrice)
Kim Elaine Little (1970, Stillwater, Oklahoma) is een Amerikaans actrice.

## Loopbaan
Little is vooral bekend van haar rollen in mockbusters en andere lowbudgetfilms van onder andere The Asylum. Little is getrouwd met filmproducent en medeoprichter van The Asylum, David Michael Latt.
In 2005 speelde ze in de door haar man, voor Syfy, geproduceerde film H.G. Wells' War of the Worlds.

## Filmografie

### Film
- Countdown: Jerusalem
- War of the Worlds 2: The Next Wave
- 30,000 Leagues Under the Sea
- The Apocalypse
- Supercroc
- The 9/11 Commission Report
- 666: The Child
- H.G. Wells' War of the Worlds
- Jolly Roger: Massacre at Cutter's Cove
- Death Valley: The Revenge of Bloody Bill
- St. John's Wort
- Scarecrow Slayer
- Jane White Is Sick & Twisted
- Hourly Rates
- Evil Hill
- Wildflower
- Killers 2: The Beast
- Killers
- The Deputy
- The Hit (short)
- Rock 'N Roll Fantasy
- Younger & Younger
- Wes Craven's New Nightmare
- Second Cousin Once Removed
- Boiler Room
- Almighty Fred

### Televisie
- Charmed
- Strong Medicine
- Martial Law
- Diagnosis Murder
- Emma's Wish (MOW)
- Sorority House Party
- New Attitudes
- Unsolved Mysteries
- Assignment Berlin

### Theater
- Art
- Psycho Beach Party
- Jake's Women
- Wait Until Dark
- Les Liaisons Dangereuses
- A Thousand Clowns
- Senseless Violence & Things to Annoy You
- The Well of Horniness
- Stage Door
- It's A Wonderful Life